# 尉遅迥
尉遅 迥（尉遲迥、うっち けい、? - 580年）は、中国の西魏・北周の軍人・政治家。侯景の乱後の梁の混乱に乗じて蜀地方を平定した。後に楊堅の簒奪を阻止するために挙兵し、尉遅迥の乱を起こしたが、敗死した。字は薄居羅。本貫は代郡。

## 経歴
尉遅俟兜と昌楽大長公主（宇文泰の姉）の間の子として生まれた。成長すると、容姿が美しく、士に施すことを好んだ。西魏に仕えて大丞相帳内都督となった。西魏の文帝の娘の金明公主をめとり、駙馬都尉となった。宇文泰の下で弘農を奪回し、沙苑の戦いに参加して、功績を挙げた。尚書左僕射に累進し、領軍将軍を兼ねた。文武兼任して名望があり、宇文泰の信任を得た。後に大将軍に任ぜられた。
侯景が長江を渡り、梁の元帝が江陵に駐屯していたとき、元帝は西魏に修好を求めてきた。552年、元帝の弟の武陵王蕭紀は蜀で帝を称し、元帝を攻撃しようとしたので、元帝は恐れて西魏に救援を求め、蜀を攻撃するよう依頼してきた。宇文泰が諸将に諮ると異論が多かったが、ひとり尉遅迥は蜀への攻撃に賛同した。尉遅迥は元珍・乙弗亜・侯呂陵始・叱奴興・綦連雄・宇文昇らの6軍1万2千の兵を率いて、蜀を攻撃した。
553年春、散関から固道を経て白馬に進出し、晋寿におもむき、平林旧道を通った。前軍が剣閣に到着すると、蕭紀の任じた安州刺史の楽広が降伏してきた。蕭紀の任じた梁州刺史の楊乾運が潼州に駐屯していたが、また降伏してきた。6月、尉遅迥が潼州に到着すると、将士を大いにねぎらって、さらに進軍した。蕭紀の任じた益州刺史の蕭撝はあえて戦おうとせず、成都に籠城したので、尉遅迥は進軍して成都を包囲した。蕭紀は巴郡にあり、尉遅迥の侵入を聞いて、譙淹を派遣し、蕭撝を救援しようとした。尉遅迥は元珍・乙弗亜らに軽騎を率いさせて分遣し、譙淹を攻撃させて降した。蕭撝は蕭紀の子の宜都王蕭円粛や文武の官僚たちとともに、尉遅迥の軍門に下った。尉遅迥はかれらを礼遇した。降伏した官僚たちはもとの任務につかせ、奴隷や財貨を接収して将士の恩賞として分配した。
尉遅迥の軍命は厳格で、決して私物化することがなかった。尉遅迥は大都督・益潼等十八州諸軍事・益州刺史に任ぜられ、剣閣以南の地を統制した。尉遅迥の賞罰は公正で、漢人や少数民族たちも次々と帰順して、新領土は安定した。
557年、北周の孝閔帝が即位すると尉遅迥の位は柱国大将軍に進み、寧蜀公に封ぜられた。後に蜀公に進んだ。575年には柱国大将軍の上に設けられた上柱国大将軍に任ぜられている。
578年、宣帝が即位すると尉遅迥は大前疑となり、相州総管として出向した。尉遅迥の孫娘の尉遅熾繁は、宣帝の皇后の一人となった。
580年、宣帝が死去して楊堅が政権を掌握すると、尉遅迥が叛くことを恐れて鄖公韋孝寛を尉遅迥に代えて相州総管に任じた。尉遅迥は楊堅が簒奪を図ろうとしていると見抜き、相州を渡そうとせず挙兵を準備した。楊堅は破六韓裒を使者として総管府長史の晋昶らと連絡させ、尉遅迥の叛乱に備えさせようとした。
尉遅迥はこれに気づいて、晋昶と破六韓裒を殺し、文武の士庶を集めて鄴城の北楼に登って演説した。大総管を自称して、文武の諸官を任命した。趙王宇文招（武帝の弟）の少子を奉じて号令を発し、甥の青州総管尉遅勤も尉遅迥の挙兵に従った。尉遅迥の所管する相・衛・黎・毛・洺・貝・趙・冀・瀛・滄の諸州と、尉遅勤の所管する青・膠・光・莒の諸州は、みな挙兵に参加し、兵力は数十万に上った。滎州刺史の邵公宇文冑・申州刺史の李恵・泗州刺史の費也利進・宋州刺史の曹孝達らは、おのおの州に拠って尉遅迥に呼応した。また北は高保寧と結んで突厥と通じた。南は陳と連合して、長江・淮水沿岸の地を割譲することを約した。
楊堅は韋孝寛を元帥として尉遅迥を討たせた。尉遅惇は兵10万を率いて武徳に入り、沁東に進軍した。韋孝寛らの諸軍は川を隔てて対峙し、進軍しようとしなかった。楊堅は高熲を派遣して督戦させた。尉遅迥の子の尉遅惇は麾下の軍をやや後退させ、韋孝寛の進軍を誘い、韋孝寛の軍の半ばが川を渡ったところを攻撃しようとした。韋孝寛は尉遅惇の後退に乗じて、鼓を鳴らして一斉に前進したため、尉遅惇はかえって大敗を喫した。韋孝寛は勝利に乗じて鄴に進軍した。尉遅迥は子の尉遅惇・尉遅祐らとともに兵13万を率いて、鄴城の南に布陣した。尉遅迥は別に1万人を統率し、みな緑巾錦襖をつけ、黄龍兵と呼んでいた。また尉遅勤が5万の兵を率いて、青州から尉遅迥の援軍に向かい、3千騎が先に到着した。
尉遅迥は老いたとはいえ甲をつけて戦いに臨んだ。麾下の兵はみな関中の人で、尉遅迥のために奮戦した。韋孝寛らの軍は戦況不利と見て、いったん退却した。高熲と李詢は陣を整えて、鄴城で観戦していた人々を先に攻撃し、その騒ぎに乗じた。尉遅迥は大敗し、鄴城に入った。尉遅迥は北城に逃れ、韋孝寛はこれを包囲した。李詢と賀婁子幹が先頭に立った。尉遅迥は楼閣に上って、数人を射殺した後、自殺した。尉遅勤・尉遅惇らは東に逃亡したが、ともに追撃を受けて捕らえられた。その他の残党も1月あまりでみな斬られた。尉遅迥が起兵してから敗れるまで、68日であった。
尉遅迥は晩年は耄碌して、後妻の王氏に惑わされ、諸子とも不仲であった。崔達拏（崔暹の子）を長史としたほか、官吏にも旧北斉の人を多く登用した。
唐の武徳年間、尉遅迥の従孫の尉遅耆福が上表して、改葬を願い出た。尉遅迥は北周に対して忠実であったとして、改葬を許された。

## 伝記資料
- 『周書』巻21 列伝第13
- 『北史』巻62 列伝第50